# Палемон (князь литовский)
Палемон — мифический основатель родоначальник династии литовских князей Палемоновичей.

## Легенда о Палемоне и исторические свидетельства
По легенде римлянин Палемон, родственник императора Нерона, спасаясь от жестокости императора с пятьюстами знатными семействами, приплыл к устью Немана, а по Неману добрался до рек Дубисы и Юры. Здесь они поселились, назвав эту землю Жемайтией (низкой землёй). Легенду немного развил Мацей Стрыйковский, который передвинул переселение на 452 год и объяснил его тем, что предки литовцев спасались от зверств Аттилы.
В биографии Нерона Светоний сообщает: 

Расширять и увеличивать державу у него (Нерона) не было ни охоты, ни надежды. Даже из Британии он подумывал вывести войска и не сделал это лишь из стыда показаться завистником отцовской славы. Только Понтийское царство с согласия Полемона, да Альпийское после смерти Коттия он обратил в провинции.

Авторы легенды довольно плохо знали географию Литвы и Белоруссии, поэтому в ней встречается множество географических ошибок и несообразностей. Кроме того, существовали многочисленные хронологические проблемы, а также несоответствие с некоторыми другими источниками. Поскольку большая часть текста касается окрестностей города Новогрудок, легенда, скорее всего, возникла именно в этом городе.

## Предположения историков
Легенда о Палемоне довольно широко рассматривалась в историографии. Ещё во второй половине XV века Ян Длугош писал, что у литовцев римские корни, но не углублялся в детали. Легенда о Палемоне и основании Литвы впервые упоминается во второй редакции белорусско-литовских летописей, созданной в 1520-х или 1530-х годах.
До публикации «Хроники Быховца» в 1846 году многие были уверены в том, что легенда сочинена Стрыйковским, хотя Василий Татищев обращал внимание на то, что некоторые элементы легенды имеются у ряда более ранних историков. В историчности легенды сомневались уже в XVIII веке: Н. М. Карамзин писал, что известия о происхождении литовцев «баснословны и явно основаны на догадках».
После обнаружения «Хроники Быховца» её исследовал Теодор Нарбут. Он был уверен в достоверности сказания, однако отверг версию о римском происхождении литовцев, считая их потомками герулов. Позднее Иосиф Ярошевич, который издал сводную работу по истории Литвы, хотя и принимал многие положения Нарбута, назвал легенду о переселении литовцев из Италии «сущей басней». В современной историографии принято считать, что легенда была придумана в XV или в XVI веке с целью доказать происхождение высшей литовской знати от римлян и литовской государственности от римской.
В. А. Федосик рассмотрев в античных источниках несколько персон с частями имени «Полемон» и «Либон», предположил что наиболее подходящей фигурой, в соответствии с литовским вариантом легенды (иногда дающей более точные сведения, чем у античных авторов), может быть Полемон II, живший во времена Нерона. Родственные  связи Полемона II с последним подтверждаются словами самого Нерона, о его смерти ничего не известно. Последние сведения о Полемоне II связаны с нахождением в Киликии между 64-74 годами. По мнению историка, латинский вариант имени - «Либон», мог быть зафиксирован в топонимии и названии населения проживавшего в месте прибытия Палемона.